# Uesugi Zenshū
Uesugi Zenshū est un nom japonais traditionnel ; le nom de famille (ou le nom d'école), Uesugi, précède donc le prénom (ou le nom d'artiste).
Uesugi Zenshū (上杉 禅秀, ? - 1417), aussi connu sous le nom Uesugi Ujinori, est le principal conseiller d'Ashikaga Mochiuji, un ennemi du shogunat Ashikaga de l'époque féodale du Japon. Après qu'il a été réprimandé par Mochiuji en 1415 et contraint à la démission, Zenshū organise une rébellion.
Zenshū reçoit de l'aide pour sa rébellion de près de la moitié des daimyos des provinces du nord et de l'est, et s'empare de Kamakura. Mochiuji est contraint de fuir la ville. Cependant, malgré la poursuite d'objectifs similaires contre le shogunat (bakufu), Zenshū demeure rebelle contre son maître et le bakufu n'a donc d'autre choix que d'envoyer des troupes pour l'arrêter. En 1417, Zenshū et ses alliés se retrouvent encerclés. Ils se réfugient au sanctuaire Tsurugaoka Hachiman-gu de Kamakura où Zenshū commet seppuku.
La rébellion ne prend pas fin avec la mort de Zenshū cependant, non plus que l'opposition de Mochiuji. Pendant plus de cinq ans, Mochiuji continue à attaquer les alliés de Zenshū, dont le clan Oda, le clan Takeda et les nobles de la province de Musashi. La colère envers Mochiuji continue à croître jusqu'à ce que le bakufu prennent des mesures pour l'arrêter en 1423.

## Source de la traduction
- (en) Cet article est partiellement ou en totalité issu de l’article de Wikipédia en anglais intitulé « Uesugi Zenshū » (voir la liste des auteurs).